# Селюнь
Селюнь (пол. Sieluń) — село в Польщі, у гміні Млинаже Маковського повіту Мазовецького воєводства.
Населення — 256 осіб (2011).
У 1975-1998 роках село належало до Остроленцького воєводства.

## Демографія
Демографічна структура станом на 31 березня 2011 року:
|          | Загалом | Допрацездатний вік | Працездатний вік | Постпрацездатний вік |
| -------- | ------- | ------------------ | ---------------- | -------------------- |
| Чоловіки | 140     | 31                 | 92               | 17                   |
| Жінки    | 116     | 20                 | 66               | 30                   |
| Разом    | 256     | 51                 | 158              | 47                   |